# Executive Producer
Executive Producer (EP) ist eine Tätigkeitsbezeichnung in der Unterhaltungsindustrie und im Nachrichtenwesen, die überwiegend im Bereich Film und Fernsehen sowie in der Musikindustrie, aber auch bei Videospielen, verwendet wird. In Deutschland ist für Executive Producer die Übersetzung „ausführender Produzent“ verbreitet, jedoch irreführend. Korrekt wäre die Übersetzung „leitender  Produzent“ oder „geschäftsführender Produzent“.

## Definitionen
Die wirtschaftliche und organisatorische Überwachung eines Film- oder Fernsehprojekts obliegt in Deutschland, Österreich und in der Schweiz dem Produktionsleiter (Production Manager), der üblicherweise einem Herstellungsleiter unterstellt ist. Anders als in Deutschland kann der EP bei US-Networks und großen Sendern für bestimmte Ressorts (z. B. Sport, News) der zuständige Abteilungsleiter sein. Manche EPs können auch Eigentümer von Produktionsfirmen sein und sind dann vergleichbar mit dem klassischen deutschen Auftragsproduzenten. Auch Prominente (z. B. ein Hauptdarsteller) können in den USA als EP angeführt werden, etwa weil sie die Medienaufmerksamkeit steigern. Auch ist es möglich, dass als EP der Hauptinvestor eines Projekts bezeichnet wird.

## Berufsbeschreibung
Ein Executive Producer bestimmt die inhaltlichen und finanziellen Rahmenbedingungen eines oder mehrerer Projekte, ohne in jeden einzelnen künstlerischen oder technischen Aspekt der Herstellung einbezogen zu sein. Er führt die für die Einzelprojekte zuständigen Line- bzw. TV-Producer, leitet die Entwicklung von Ideen und prüft ihre Vermarktungschancen. Weiter plant er die Finanzierung, überwacht das Gesamtbudget und dessen Verwendung, führt die Verhandlungen mit Sendern, deren Programmplanung, Werbekunden und Sponsoren und ist auch die letzte Entscheidungsinstanz bei der Auswahl von Autoren, Regisseuren, Darstellern und Produktionsmitarbeitern. Er trägt letztlich die Verantwortung für Erfolg bzw. Misserfolg eines Projekts.

## Ausbildung und Berufsaussichten
Ein EP hat meist ein Studium im Bereich Massenmedien, Kommunikation oder Rundfunk/Fernsehen absolviert und war in der Regel vorher mehrere Jahre als Producer oder Herstellungsleiter tätig. Derzeit arbeiten allerdings in Deutschland auch einige EPs, die aus leitenden Positionen anderer verwaltender Berufe kommen, etwa aus dem Bankenwesen. EPs werden entsprechend der für diese Position erforderlichen Flexibilität und Fähigkeit gut bezahlt. Ferner sind sie mitunter am Gewinn der jeweiligen Produktionsfirma beteiligt. Manche EPs ziehen Nutzen aus ihrer Erfahrung, gründen eigene Gesellschaften und entwickeln eigene Sendungen, die sie dann den Sendern anbieten.